# Silkesommerfugle
Silkesommerfugle (latin: Bombycidae) er en familie af møl. Den bedst kendte art er Silkesommerfugl Bombyx mori (silkeorm), der lever vildt i det nordlige Kina, hvor den blev taget ind som husdyr for flere årtusinder siden. En anden kendt art er Bombyx mandarina, der også er udbredt i Asien.

## Slægter
Listen er foreløbig. Slægter som Apatelodes og Olceclostera placeres under Apatelodidae, hvis navnene kan anses for at være gyldige. Ephoria er muligvis et synonym for Epholca ligesom Epia kan være synonym for Hadena.
| - Agriochlora - Andraca - Anticla - Aristhala - Arotros - Bivincula - Bivinculata - Silkesommerfugl (Bombyx) - Carnotena - Chazena - Cheneya - Clenora - Colabata - Colla - Dalailama - Diversosexus - Dorisia - Drepatelodes - Ectrocta - Elachyophtalma | - Ernolatia - Falcatelodes - Gnathocinara - Gunda - Hanisa - Hygrochroa - Laganda - Microplastis - Minyas - Moeschleria - Mustilia - Mustilizans - Naprepa - Norasuma - Oberthueria - Ocinara - Orgyopsis - Penicillifera - Phiditia - Prismoptera | - Prismosticta - Prothysana - Pseudandraca - Pseudoeupterote - Quentalia - Rolepa - Rondotia - Sorocaba - Spanochroa - Tamphana - Tarchon - Tepilia - Thelosia - Theophila - Thyrioclostera - Trilocha - Triuncina - Vinculinula - Zanola - Zolessia |